# Санто Андре
Санто Андре (порт. Santo André) град је у Бразилу у савезној држави Сао Пауло. Према процени из 2007. у граду је живело 667.891 становника.

## Становништво
Према процени из 2007. у граду је живело 667.891 становника.
| 1991.   | 2000.   |
| ------- | ------- |
| 616,991 | 649,331 |

## Партнерски градови
- Сесто Сан Ђовани